# Центральный диалект корейского языка
Центральный диалект (кор. 중부 방언) — общее название диалектов корейского языка, таких местностей как: Кёнгидо, Чхунчхондо, Хванхэдо и Канвондо (и в него входящие Йонсо, Йондон). На нём говорят в провинциях: Кёнги, Хэсо, Хосо (Тэджон, Седжон, Чхунчхон), Канвондо и др. Центральный диалект, по некоторым утверждениям, используется также в Ёнхыне, Говоне, Ёдоке и Судоне, и распространяется до северной границы провинций Ханнам и Канвон. Учёные пользуются двумя классификациями зон диалектов: в первую входят зона Кёнгидо (или центральная зона) и зона Чхунчхондо; во второй классификации — Кёнгидо, Канвондо, Хванхэдо и провинция Чхунчхон.

## Особенности
Определение особенностей, которые бы являлись общими для всех регионов центрального диалекта, осложнено, поскольку спектр распространения широк и включает в себя 4 района: Кёнгидо, Чхунчхондо, Канвондо и Хванхэдо. Так, например, в разделении диалектов важен факт использования тональности в фонетическом составе. В большинстве районов не используется тональность, однако в провинции Канвон и регионе Йондон используется, а также в соседних провинциях Йонсо, Пхёнчхан, Чонсон и Ёнволь. Различия лексического запаса настолько великИ, что не известно, на сколько частей возможно разделить центральный диалект. Таким образом особенностей, точно соответствующих для всего центрального региона, очень мало, кроме того особенности из этого немногочисленного списка могут быть найдены и применены не только в центральном диалекте. Поэтому из-за наблюдаемого явления определение принадлежности к центральному диалекту работает не по включению диалекта с соответствующими одинаковыми признаками, а по исключению несоответствующих диалектов.

## Классификация диалектов
Центральный диалект, в отличие от других, включает в себя разные отличающихся друг от друга диалекты, которые можно разделить на группы.

### Разделение по регионам
Такое разделение осуществляется на 4 группы по границам 8 провинций Кореи династии Чосон: «диалект Хванхэдо», «диалект Чхунчхондо», «диалект Кёнгидо» и «диалект Канвондо»
Также допустимы такие разделения, (где во всех случаях диалект Сеула вне состава диалекта Кёнгидо):
5 групп: «диалект Кёнгидо», «диалект Сеула», «диалект Канвондо», «диалект Чхунчхондо», «диалект Хванхэдо», где диалект Йонсо в составе «диалекта Кёнгидо»
5 групп: «диалект Кёнгидо», «диалект Сеула», «диалект Канвондо», «диалект Чхунчхондо», «диалект Хванхэдо», где диалект Йонсо в составе «диалекта Канвондо»
6 групп: «диалект Кёнгидо», «диалект Сеула», «диалект Йонсо», " диалект Йондон ", «диалект Чхунчхондо», «диалект Хванхэдо», где диалект Канвондо разделён на два диалекта: Йонсо и Йондон.

### Академическое разделение

#### Центральный диалект, где диалект Чхунчхон вне состава
Чхунчхонский диалект — это диалект, который среди центральных диалектов имеет наибольшее количество элементов от диалекта Чолла, и может быть определён в группу центральных диалектов. Однако, некоторыми исследователями рассматривается не как центральный диалект, а как отдельный самостоятельный. В академическом, социокультурном и массовом плане чаще всего Чхунчхон отделяется от центральных диалектов, так как по всей стране он чаще воспринимается таковым, а не как сеульский или Кёнги. Кроме того, существует мнение, что диалект Чхунчхона имеют те же корни, что и диалект Чхунбук, поэтому его следует отделить. Диалект Чхунбук классифицируется как центральный диалект, а диалект Чхуннам как центральный диалект северного региона Чхуннам, включая провинции Чхонан и Нэпхо. Диалект Чхунбук, расположенный в южном регионе Чхуннам, включая Тэджон и Седжон, также классифицируется как южный диалект, диалект юго-западный или как юго-восточный диалект.

#### Центральный диалект, где диалект Йондон вне состава
Йондонский диалект — это диалект, который среди центральных диалектов наиболее схож с юго-восточным диалектом, и может быть определён в группу центральных диалектов. В действительности, диалект Йондон имеет существенные отличия от диалекта провинции Йонсо из-за границы, которая расположена в Восточно-Корейских горах, и из-за наличия в нём тональности, как у юго-восточного или северо-восточного диалекта. В последние годы его чаще классифицируют к Южному диалекту или юго-восточному диалекту, а не к центральному. Так как в местности Пхенчхан, Чонсон и Ёнволь и т. д. используется тональность йондонского диалекта, эта область также может быть включена в диалект Йондон.

#### Центральный диалект, где диалект Хванхэ вне состава
Диалект Хванхэ — один из центральных диалектов, имеющий наибольшее количество сходств с пхёнанским диалектом, и который может быть определён в группу центральных диалектов. По сравнению с Чхунчхонским диалектом диалект Хванхэ имеет больше схож с диалектом Кёнги, именно поэтому, в вопросе об исключении Чхунчхонского и Хванхэского диалектов из центральной группы, Хванхэский диалект на ранних стадиях зарекомендовал себя как центральный диалект. Однако, в силу затянувшегося разделения Северной и Южной Кореи, диалект Кёнги находился под сильным влиянием диалектов территории Самнам (включающая в себя провинции Чхунчхон, Чолла, Кёнсанг). На диалект Хванхэ также оказали большое влияние северо-западные диалекты, что привело к тому, что в настоящее время существует мнение, что диалект Хванхэ следует классифицировать не как центральный, а как северный диалект, например, северо-западный или северо-восточный диалект.

### Социально-культурное разделение

#### В составе центрального диалекта только диалект Сеула / Кенги и диалект Канвондо
В настоящее время в Южной Корее широко распространено мнение о том, что диалект Чхунчхон и диалект Хванхэ очень разнятся от диалекта региона Сеул/Кенги. Потому из-за низкой осведомленности о диалекте Канвондо и его сходства со столичным говором, центральный диалект часто относят только к столичным диалектам и региональным диалектам Канвондо.

#### В составе центрального диалекта только диалект Сеула / Кенги и диалект Йонсо
Аналогичная ситуация приведенному выше, также к этому зная, что в диалекте Йондон используется тональность, люди автоматически считают центральным диалектом только столичный регион и провинцию Йонсо, такая тенденция особенно наблюдается среди жителей Канвондо.

#### В составе центрального диалекта диалекты Чхунчхона, Канвондо и Хванхэ, исключая диалект Сеула / Кенги
Поскольку распространено мнение, что жители Сеула/Кенги не используют диалект и используют только стандартный язык, центральными диалектами часто называются только районы Хванхэ-до, Чхунчхон-до и Канвон-до, которые находятся недалеко от Сеула/Кёнги.

#### В составе центрального диалекта диалекты Чхунчхона, Канвондо, Хванхэ, и Кенги, исключая диалект Сеула
Существует мнение, что диалект Кёнги можно отделить от диалекта Сеула, поскольку в последнее время в городе Сувон широко распространено свойство завершать слова со слогами «гоя» (кор. -거야) и «- го» (кор. -거). А в Сеуле же тем временем используется только стандартный язык. Так, некоторые считают, что в качестве центрального диалекта могут выступать диалекты Чхунчхона, Канвондо, Хванхэ, и Кенги, но не диалект Сеула. В основном, жители южной части провинции Кёнги, близкой к провинции Чхунчхон-до, склонны к такому мнению.

#### В составе центрального диалекта только диалект Чхунчхон и диалект Канвондо
Суждение о том, что в составе центрального диалекта находится только диалект Чхунчхон и диалект Канвондо, возникло из-за мнения, что в области Сеула/Кёнги используется только стандартный язык, а диалект Хванхэ относится к северным диалектам.

#### В составе центрального диалекта только диалект Хванхэ и диалект Канвондо
Здесь опять же фигурирует мнение о том, что в регионе Сеул/Кенги используется стандартный язык. К этому добавляется мнение, что диалект Чхунчхон один из самых узнаваемых диалектов после Кенсан и Чолла, и поэтому, если рассматривать его как отдельный независимый диалект, а не как центральный диалект, то только диалекты Хванхэ и Канвондо относятся к центральным диалектам.

#### В составе центрального диалекта только диалект Канвондо
В этом же случае фигурируют несколько перечисленных выше мнений сразу. Первое о том, что в регионе Сеул/Кенги используется только стандартный язык. Второе о том, что диалект Хванхэ относится к северным диалектам. Третье о том, что диалект Чхунчхона не включён в центральную группу диалектов и является независимым диалектом. Поэтому и диалект Канвондо считают единственным составляющим центрального диалекта.